# Pararchinotodelphys gurneyi
Pararchinotodelphys gurneyi är en kräftdjursart som beskrevs av Rolf Dieter Illg 1955. Pararchinotodelphys gurneyi ingår i släktet Pararchinotodelphys och familjen Archinotodelphyidae. Inga underarter finns listade i Catalogue of Life.